# Анненский, Иннокентий Фёдорович
Инноке́нтий Фёдорович А́нненский (20 августа [1 сентября] 1855, Омск, Тобольская губерния — 30 ноября [13 декабря] 1909 или 13 декабря 1909, Санкт-Петербург) — русский поэт, драматург и переводчик, критик. Исследователь литературы и языка, директор мужской Царскосельской гимназии.
Его старший брат — Николай Фёдорович Анненский.

## Биография
Иннокентий Фёдорович Анненский родился 20 августа (1 сентября) 1855 года в Омске, в семье начальника отделения Главного управления Западной Сибири, русского происхождения Фёдора Николаевича Анненского (22.07.1815—27.03.1880) и Наталии Петровны Анненской (урожд. Карамолина или Кармалина; 1814? — 25.10.1889 или 1891).
В 1859 году семья переехала в Томск, куда отец был назначен председателем губернского правления.
В 1860 году отец получил должность чиновника по особым поручениям в Министерстве внутренних дел и семья из Сибири вернулась в Петербург, который ранее покинула в 1849 году.
Слабый здоровьем, на чём акцентирует особое внимание его сын Валентин Кривич-Анненский в своих воспоминаниях об отце, Иннокентий Анненский учился в частной школе, затем — во 2-й петербургской прогимназии (1865—1868).
С 1869 года, после перерыва в болезни, он два с половиной года обучался в частной гимназии В. И. Беренса. В 1872—1874 годах с помощью старшего брата Николая, энциклопедически образованного человека, экономиста, народника, готовится дома к экзаменам на аттестат зрелости. В 1875 году успешно экстерном сдаёт экзамены на аттестат зрелости при гимназии «Императорского Человеколюбивого общества» и поступает на историко-филологический факультет Санкт-Петербургского университета.
По окончании в 1879 году университета кандидатом, служил в 1879—1891 годах преподавателем древних языков и русской словесности в гимназии Гуревича.
В сентябре 1879 года венчается с Надеждой (Диной) Валентиновной Хмара-Борщевской (1841—1917). В июне 1880 года у Анненских родился сын Валентин.
25 августа 1887 года был произведён в статские советники.
Вскоре стал директором коллегии Галагана в Киеве (январь 1891 — октябрь 1893), затем — 8-й Санкт-Петербургской гимназии (27 октября 1893 — 16 октября 1896) и гимназии в Царском Селе (16 октября 1896 — 2 января 1906). Чрезмерная мягкость, проявленная им, по мнению начальства, в тревожное время 1905—1906 годов, была причиной его удаления с этой должности. В 1906 году был переведён в Санкт-Петербург окружным инспектором и оставался в этой должности до 1909 года, когда он незадолго до своей смерти вышел в отставку. Читал лекции по древнегреческой литературе на Высших женских курсах.
Был награждён орденами Св. Анны 2-й (1898) и 3-й ст., Св. Станислава 2-й ст. (1893), Св. Владимира 3-й ст. (1905); с 1 января 1896 года — действительный статский советник.
В печати выступил с начала 1880-х годов научными рецензиями, критическими статьями и статьями по педагогическим вопросам. С начала 1890-х годов занялся изучением греческих трагиков; выполнил в течение ряда лет огромную работу по переводу на русский язык и комментированию всего театра Еврипида. Одновременно написал несколько оригинальных трагедий на еврипидовские сюжеты и «вакхическую драму» «Фамира-кифаред» (шла в сезон 1916—1917 гг. на сцене Камерного театра). Переводил французских поэтов-символистов (Бодлер, Верлен, Рембо, Малларме, Корбьер, А. де Ренье, Ф. Жамм и др.). Первую книгу стихов «Тихие песни» выпустил в 1904 году под псевдонимом «Ник. Т-о», имитировавшим сокращённые имя и фамилию, но складывавшимся в слово «Никто» (таким именем представлялся Полифему Одиссей).
30 ноября (13 декабря) 1909 года Анненский скоропостижно скончался на ступеньках Царскосельского вокзала в Санкт-Петербурге от инфаркта. Похоронен на Казанском кладбище в Царском Селе (ныне — город Пушкин). Сын Анненского, филолог и поэт Валентин Анненский (Кривич), издал его «Кипарисовый ларец» (1910) и «Посмертные стихи» (1923).

## Литературная деятельность

### Драматургия
Анненский написал четыре пьесы — «Меланиппа-философ» (1901), «Царь Иксион» (1902), «Лаодамия» (1906) и «Фамира-кифарэд» (1906, издана посмертно в 1913 году) — в древнегреческом духе на сюжеты утерянных трагедий Еврипида и в подражание его манере.

### Переводы
Анненский перевёл на русский язык все дошедшие до нас 17 трагедий и 1 сатирову драму Еврипида.
Он также выполнил стихотворные переводы работ Горация, Гёте, Мюллера, Гейне, Бодлера, Верлена, Рембо, Ренье, Сюлли-Прюдома, Лонгфелло.

И. Ф. всегда говорил, что великий писатель живёт в поколениях своих читателей и каждая эпоха по своему его понимает, находя в нём — опять-таки каждая свои — ответы и отзвуки; он шутя прибавлял, что Еврипид перевоплотился в него. Вот этого-то перевоплощённого и потому близкого, родного нам Еврипида мы теперь и имеем.
— Мухин А. А. И. Ф. Анненский (некролог)
- Анненский И. Ф. Программа изучения языка и поэзии Пушкина. — СПб., 1882. — 6 (ненум.) с. (Рукопись. Литографированное издание).
- Анненский И. Ф. Из наблюдений над языком и поэзией русского Севера. — СПб.: Тип. Императорской академии наук, 1883. — 16 с.
- Анненский И. Ф. Первые шаги в изучении словесности: Два сообщения в собрании преподавателей русского языка при Педагогическом музее военно-учебных заведений. — СПб.: Тип. И. Н. Скороходова, 1888. — 23 с.
- Лекции по русскому языку Пр. И. Ф. Анненского: 1890—91 гг. Курс II / С.-Петербургские высшие женские курсы. — СПб.: Лит. В. В. Комарова, 1891. — 155 с. (Рукопись. Литографированное издание).
- Краткий свод мнений педагогических советов и прогимназий С.-Петербургского учебного округа о программах по русскому языку с церковно-славянским и словесности, которые были предложены на обсуждение советов циркулярным распоряжением Г. Попечителя С.-Петербургского учебного округа от 31 декабря 1895 г., за № 12930 и заключение по вышеозначенным мнениям директора 8-й С.-Петербургской гимназии И. Ф. Анненского. — СПб.: Типо-Лит. К. Биркенфельда, 1896. — 34 с.
- Ксенофонт. Воспоминания о Сократе в избранных отрывках: С введением, примечаниями и 8 рисунками / Объяснил И. Ф. Анненский, директор С.-Петербургской 8-й гимназии. — СПб.: Типо-Лит. И. А. Литвинова, 1896. — Ч. 1: Текст. 60 с. — Ч. 2: Комментарий. — 110 с.: илл. — (Иллюстрированное собрание греческих и римских классиков с объяснительными примечаниями, под редакцией Льва Георгиевского и Сергея Манштейна). — 2-е изд. — 1900 г.; 3-е изд. — 1909 г. (без перемен).
- Сведения об Императорской Николаевской гимназии в Царском Селе: 1896—1897 учебный год. — СПб.: Паровая скоропечатня П. О. Яблонского, 1897. — 82 с.
- Пушкин и Царское Село: Речь, произнесённая директором Императорской Николаевской гимназии И. Ф. Анненским 27 мая на Пушкинском празднике в Императорском Китайском театре, в Царском Селе. — СПб.: Тип. Братьев Шумахер, 1899. — 39 с.
- Сведения об Императорской Николаевской гимназии в Царском Селе: 1898—1899 учебный год. — СПб.: Лештуковская паровая скоропечатня П. О. Яблонского, 1900. — 39 с.
- Миф об Оресте у Эсхила, Софокла и Еврипида. Этюд Иннокентия Анненского. — СПб.: Тип. «В. С. Балашев и К°», 1900. — 72 с. (Извлечено из ЖМНП за 1900 г.).
- Меланиппа-философ / Трагедия Иннокентия Анненского. — СПб.: Типо-литогр. М. П. Фроловой, 1901. — 81 с.
- Анненский И. Ф. Царь Иксион: Трагедия в пяти действиях с музыкальными антрактами. — СПб.: Типо-Литогр. М. П. Фроловой, 1902. — 90 с.
- Анненский И. Ф. Античная трагедия: (Публичная лекция) I. — СПб.: Тип. И. Н. Скороходова, 1902. — 52 с.
- Извлечение из выписки из журнала Учёного комитета Министерства народного просвещения от 18 ноября 1902 года (№ 1540) о книге Ф. Я. Виноградова: «Литературный вечер» 1902 г., изд. Л. П. Антонова. — Казань: Лито-тип. Л. П. Антонова, 1903. — 2 с.
- Разбор стихотворного перевода лирических стихотворений Горация, П. Ф. Порфирова / Сделанный И. Ф. Анненским. — СПб.: Тип. Императорской академии наук, 1904. — 54 с. (Отдельный оттиск из Отчёта о XV присуждении Пушкинских премий).
- Выписка из журнала Учёного комитета Министерства народного просвещения, 11 апреля 1905 года № 1691 / Соавт.: В. В. Сиповский, И. А. Шляпкин. — СПб.: Сенатская тип., 1905. — 70 с. (Извлечено из ЖМНП за 1905 г.)
- Анненский И. Ф. Ф. М. Достоевский. — Казань: Типо-литогр. И. С. Перова, 1906. (На обложке: 1905). — 16 с. —— (Отдельный оттиск из «Обновления», № 35).
- Ник. Т-о. Тихие песни. С приложением сборника стихотворных переводов «Парнасцы и проклятые». — СПб.: Товарищество художественной печати, 1904. — 134 с. (Под псевдонимом).
- Анненский И. Ф. Книга отражений. — СПб.: Издание Бр. Башмаковых, 1906. — 216 с.
- Анненский И. Ф. Античный миф в современной французской поэзии. — СПб.: Тип. В. Д. Смирнова, 1908. — 39 с. (Извлечено из журнала «Гермес» за 1908 г.: № VII; VIII; IX; X).
- Анненский И. Ф. Вторая книга отражений. — СПб.: Тип. М. Стасюлевича, 1909. — 135 с.
- Анненский И. Ф. Программа по античной литературе: Историко-литературных и юридических высших женских курсов. — СПб.: Тип. М. П. С. (Т-ва И. Н. Кушнерев и К°), 1909. — 5 с.
- Лекции по Античной литературе профессора И. Ф. Анненского. Читанные на высших женских историко-литературных и юридических курсах Н. П. Раева 1908/09 г. / Высшие женские ист.-лит. и юрид. курсы; Директор курсов Н. П. Раев. — СПб., 1909. — 288 с. (Машинопись. Литографированное издание)[12].
- Анненский И. Ф. Кипарисовый ларец Вторая книга стихов (Посмертная). — М.: Гриф, 1910. — 112 с. — 1200 экз.
- Иннокентий Анненский. Фамира-Кифаред Вакхическая драма. — М.: изд. В. П. Португалова, 1913. — 132 с. (Изд. посмертное). — 100 нумер. экз.
- Иннокентий Анненский. Фамира-кифаред Вакхическая драма. — СПб.: Гиперборей, 1919. — 94 с. — 100 нумер. экз.
- Иннокентий Анненский. Фамира-кифаред. — СПб.: Изд. З. И. Гржебина, 1919. — 94 с. — 530 нумер. экз.
- Иннокентий Анненский. Пушкин и Царское Село. — СПб.: Парфенон, 1921. — 30 с. — 1000 экз.
- Иннокентий Анненский (Ник. Т-о). Тихие песни / С приложением сборника стихотворных переводов «Парнасцы и Проклятые». — (2-е изд. (посмертное)). — Шаблон:Пб.: Academia, 1923. — 144 с. — 1000 экз.
- Анненский И. Ф. Киприсовый ларец / Сост., ред. и вступ. ст. Валентин Кривич. — (Изд. 2-е). — Петроград: Картонный домик, 1923. — 160 с. — 2000 экз.
- Посмертные стихи Иннокентия Анненского / Под ред. Валентина Кривича. — СПб.: Картонный домик, 1923. — 170 с. — 2000 экз.
- Из неопубликованных произведений Иннокентия Анненского. Ипполит и Зигфрид // Записки Передвижного театра П. П. Гайдебурова и Н. Ф. Скарской. — 1924. — № 68.
- Ин. Анненский. Стихотворения / Вступ. ст., ред. и примеч. А. В. Фёдоров. — Л.: Советский писатель, 1939. — 308 с. — (Б-ка поэта, Mалая серия, № 54). — 10 000 экз.
- Иннокентий Анненский. Стихотворения и трагедии / Вступ. ст., ред. и примеч. А. В. Фёдоров. — Л.: Советский писатель, 1959. — 670 стр.: с ил. — (Библиотека поэта, Большая серия, 2-е изд.) — 15 000 экз.
- Иннокентий Анненский. Лирика / Вступ. ст., ред. и примеч. А. В. Фёдоров. — Л.: Художественная литература, 1979. — 365 с. — 50 000 экз.
- Анненский И. Ф. Стихотворения / Сост., вступ. ст. Е. В. Ермилова. — М.: Советская Россия, 1987. — 272 с. — (Поэтическая Россия).
- Анненский И. Ф. Стихотворения и трагедии / Вступ. ст., ред., примеч. А. В. Фёдоров. — Л.: Советский писатель, 1959. — 670 с. — (Библиотека поэта. Большая серия. Изд. 2-е).
- Иннокентий Анненский. Книги отражений / Издание подготовили Н. Т. Ашимбаева, И. И. Подольская, А. В. Фёдоров. — М.: Наука. 1979. — 680 с. — (Литературные памятники). — 50 000 экз.
- Анненский И. Ф. Стихотворения и переводы / Вступ. ст. и ред. В. Д. Цыбин. — М.: Современник, 1981. — 239 с. — (Классическая библиотека «Современника»). — 50 000 экз.
- Анненский И. Ф. Кипарисовый ларец / Bilingual edition. Translated by R. H. Morrison. — An Arbor: Ardis, 1982. — 113 с. — (Русский текст — репринт изд.: М.: книгоизд-во «Грифъ», 1910).
- Анненский И. Тихие песни / Сост. Янис Рокпелнис; Перев. с русского языка Д. Дрейка-Матуле, Я. Бутузовс, Я. Рокпелнис, М. Чаклайс, К. Элсбергс. — Рига: Лиесма, 1986. — 104 с. (На латышском и русском языках). — 8000 экз.
- Анненский И. Ф. Избранное — М.: Правда, 1987. — 592 с. — 300 000 экз.
- Иннокентий Анненский. Стихотворения — М.: Советская Россия, 1987. — 272 с. — (Поэтическая Россия). — 100 000 экз.
- Анненский И. Ф. Избранные произведения / Вступ. ст., ред. и примеч. А. В. Фёдоров. — Л.: Художественная литература, 1988. — 736 с. — 250 000 экз. — ISBN 5-280-00082-5.
- Иннокентий Анненский. Лирика. — М.: Полиграфия, 1989. — 96 с.: с илл. — (Библиотечка журнала «Полиграфия»). — 250 000 экз.
- Анненский И. Ф. Кипарисовый ларец / Сост., вступ. ст. и прим. Н. А. Богомолов; Художник В. В. Ситников. — М.: Книга, 1990. — 366 с.: с илл. — 7000 экз. — ISBN 5-212-00291-5.
- Анненский И. Ф. Стихотворения и трагедии / Вступ ст., сост., ред., примеч. А. В. Фёдоров. — Л.: Советский писатель, 1990. — 640 с. — (Библиотека поэта. Большая серия. Изд. 3-е).
- Иннокентий Анненский. Кипарисовый ларец: Книга стихов / Сост. и предислов. М. Т. Латышев. — М.: Яуза, 1996. — 192 с. — (Серебряные струны). — 30 000 экз.
- Иннокентий Анненский. Магдалина / Вступ. ст., послесл. и прим. В. Е. Гитин. — М.: ИЦ-Гарант, 1997. — 190 с. — (Материалы и исследования по русской культуре; вып. 2) — 1200 экз. — ISBN 5-900241-27-0; ISBN 5-900241-07-6.
- Иннокентий Анненский. Стихотворения. Трагедии / Сост., вступ. ст. и прим. С. В. Сучков. — М.: Рипол Классик, 1998. — 480 с. — (Бессмертная библиотека). — 10 000 экз.
- Иннокентий Анненский. Избранное. — СПб.: Диамант, Золотой век, 1998. — 448 с. — (Библиотека поэзии). — 10 000 экз. — ISBN 5-88155-216-4.
- Иннокентий Анненский. Трактир жизни — М.: Эксмо-пресс, 1998. — 448 с. — (Домашняя библиотека поэзии). — 15 000 экз. — ISBN 5-04-001560-7.
- Innokentij F. Annenskij. Schwarze Silhouette: Gedichte Russisch — Deutsch / Übersetzt von Adrian Wanner. Mit einem Nachwort von Ulrich Schmid. — Zürich: Pano-Verlag, 1998. — 199 s., ISBN 3-907576-02-0.
- Иннокентий Анненский. Лирика. — Минск: Харвест, 1999. — 432 с. — 6200 экз.
- Иннокентий Анненский. Стихотворения. Трагедии. Переводы / Сост., предисл., прим., биогр. хроники В. П. Смирнов. — М.: Олма-Пресс, 2000. — 431 с. с ил. — (Библиотека классической поэзии). — 7000 экз. — ISBN 5-224-00467-5.
- Иннокентий Анненский. Разно-Чтения / Сост. и коммент. Вяч. Ладогин. — СПб.—М.: Летний сад, 2000. — 144 с. — (Букварь отражений). — 1000 экз.
- Анненский И. Драматические произведения: Меланиппа-философ Царь Иксион Лаодамия Фамира-кифарэд / Сост., коммент. и послесл. Г. Н. Шелогурова. — М.: Лабиринт, 2000. — 320 с. — (Античное наследие).
- Иннокентий Анненский. Учёно-комитетские рецензии 1899—1900 годов / Сост., подг. текста, предисл., прилож., примеч. и указатель. А. И. Червяков. — Иваново: ИЦ «Юнона», 2000. — 332 с. — (Иннокентий Фёдорович Анненский: Материалы и исследования / Под редакцией А. И. Червякова; Вып. I). — 200 экз.
- Иннокентий Анненский. Учёно-комитетские рецензии 1901—1903 годов / Сост., подг. текста, предисл., прилож., примеч. и указатель. А. И. Червяков. — Иваново: ИЦ «Юнона», 2000. — 368 с., (Иннокентий Фёдорович Анненский: Материалы и исследования / Под редакцией А. И. Червякова; Вып. II). — 200 экз.
- Иннокентий Анненский. Учёно-комитетские рецензии 1904—1906 годов / Сост., подг. текста, предисл., прилож., примеч. и указатель. А. И. Червяков. — Иваново: ИЦ «Юнона», 2001. — 320 с., (Иннокентий Фёдорович Анненский: Материалы и исследования / Под редакцией А. И. Червякова; Вып. III). — 200 экз.
- Иннокентий Анненский. Учёно-комитетские рецензии 1907—1909 годов / Сост., подг. текста, предисл., прилож., примеч. и указатель. А. И. Червяков. — Иваново: ИЦ «Юнона», 2001. — 424 с., (Иннокентий Фёдорович Анненский: Материалы и исследования / Под редакцией А. И. Червякова; Вып. IV). — 200 экз.
- Иннокентий Фёдорович Анненский. Из педагогического наследия. — Вып I. / Сост., подг. текста, предисл. и прим. О. Н. Черновой. — Смоленск: СГПУ, 2001. — 120 с. — 200 экз.
- Иннокентий Анненский. Лирика. — Минск: Харвест, 2003. — 352 с. — 5000 экз.
- И. Анненский. Кипарисовый ларец. — Омск: Наследие; Диалог-Сибирь, 2003. — 255 с. с ил., Художники Н. Каверзина, О. Гурьевская. (миниатюрное издание). — 2000 экз. — ISBN 5-8239-0099-6.
- Иннокентий Анненский. История античной драмы. — СПб.: Гиперион, 2003. — 416 с. — 3000 экз. — ISBN 5-89332-067-0.
- Иннокентий Анненский. Театр Еврипида. — СПб.: Гиперион, 2007. — 528 с. — 1000 экз. — ISBN 978-5-89332-138-8.
- Анненский И. Ф. Письма: 1879—1905. — Т. I / Сост., подг. текста, предисл., прилож., примеч. и указатель. А. И. Червяков. — СПб.: Издательство имени Н. И. Новикова; ИД «Gallina Scripsit», 2007. — 480 с. — (Русский эпистолярный архив. (Иннокентий Фёдорович Анненский: Материалы и исследования / Под редакцией А. И. Червякова; Вып. VIII)). — 2000 экз.
- Иннокентий Анненский. Лирика. — М.: АСТ; АСТ Москва; Харвест, 2008. — 314 с. — 3000 экз. — ISBN 978-5-17-046659-7; ISBN 978-5-9713-7885-3; ISBN 978-985-16-4954-5.
- Иннокентий Анненский. Лирика. — М.: Эксмо, 2008. — 352 с. — 4000 экз. — ISBN 978-5-699-26775-0.
- Анненский И. Ф. Письма: 1906—1909. — Т. II / Сост., подг. текста, предисл., прилож., примеч. и указатель. А. И. Червяков. — СПб.: Издательство имени Н. И. Новикова; ИД «Gallina Scripsit», 2009. — 528 с. — (Русский эпистолярный архив. (Иннокентий Фёдорович Анненский: Материалы и исследования / Под редакцией А. И. Червякова; Вып. IX)). — 2000 экз.
- Анненский Иннокентий. Аметисты. — СПб.: Вита Нова. 2010. — 328 с.: ил. Вячеслава Бегиджавнова и Юлии Богатовой. (Подарочное издание). — 1000 экз. — ISBN 978-5-93898-285-7.
- Иннокентий Анненский. Печальная страна. — М.: Азбука-классика, 2009. — 224 с. — 5000 экз. — ISBN 978-5-9985-0235-4.
- Иннокентий Анненский. Тихие песни. Стихотворения, баллады, поэмы. — М.: НексМедиа; ИД «Комсомольская правда», 2012. — 238 с.: ил. — (Великие поэты). — 44 192 экз. — ISBN 978-5-87107-476-3.
- Анненский Иннокентий Фёдорович. Эврипид — поэт и мыслитель; Дионис в легенде и культе. В приложении трагедия Эврипида «Вакханки» с параллельным греческим текстом. — М.: Книжный Дом «Либроком», 2012. — 272 с. — (Изд. 2-е. Школа классической филологии). — ISBN 978-5-397-02910-0.
- Великие поэты мира: Иннокентий Анненский / Вступ. ст. и примеч. В. Смирнов. — М.: Эксмо, 2014. — 352 с.: ил. — (Великие поэты мира). — 1000 экз. — ISBN 978-5-699-70576-4.
- Иннокентий Анненский. Среди миров. — М.: Эксмо, 2014. — 352 с. — (Золотая серия поэзии). — 2000 экз. — ISBN 978-5-699-70653-2.

## Иннокентий Анненский иэкзистенциализм
Рита Спивак в своей работе «И. Анненский-лирик как русский поэт-экзистенциалист» сопоставляет поэзию Анненского и экзистенциализм. Она утверждает, что Анненский по мироощущению принадлежал к лирикам-экзистенциалистам. В лирике поэта присутствуют такие понятия, как Бог, совесть, тоска, мука, отчаяние. В письме к Т. А. Богданович Анненский пишет: «Искать Бога — Фонтанка 83. Срывать аплодисменты на Боге… на совести. Искать Бога по пятницам… Какой цинизм!». Кьеркегор утверждал: «Бог — это молчание. О чём невозможно говорить, о том следует молчать». Спивак пишет, что о Спасителе Анненский может говорить с горькой иронией. Анненский часто пишет о муке мысли. Именно это роднит его с основоположником экзистенциализма Сёреном Кьеркегором. В частности, Кьеркегор писал: «Что такое поэт? Несчастный человек, таящий в сердце тоску; уста его устроены так, что исходящие из них крики и стоны превращаются в дивную музыку». В стихотворении «Смычок и струны» ту же мысль Анненский выражает в лирической форме:
«Смычок все понял, он затих,
А в скрипке эхо все держалось…
И было мукою для них,
Что людям музыкой казалось».

Многие стихи Анненского можно назвать экзистенциальными по мироощущению:
«В небе ли меркнет звезда,
Пытка ль земная все длится;
Я не молюсь никогда,
Я не умею молиться.
Время погасит звезду,
Пытку ж и так одолеем…
Если я в церковь иду,
Там становлюсь с фарисеем.
С ним упадаю я нем,
С ним и воспряну, ликуя…
Только во мне-то зачем
Мытарь мятётся, тоскуя?..»
Мироощущение и мировосприятие Кьеркегора и Анненского по сути идентичны. Вот что пишет в «Дневнике обольстителя» великий датчанин: «Мир, в котором мы живем, вмещает в себя ещё другой мир, далекий и туманный, находящийся с первым в таком же соотношении, в каком находится с обыкновенной сценической постановкой волшебная, изображаемая иногда в театре среди этой обыкновенной, и отделенная от неё тонким облаком флера. Сквозь флер, как сквозь туман, виднеется словно бы другой мир, воздушный, эфирный, иного качества и состава, нежели действительный. Многие люди, живущие материально в действительном мире, принадлежат, в сущности, не этому миру, а тому, другому». В статье «Художественный идеализм Гоголя» Иннокентий Анненский писал: «Нас окружают и, вероятно, составляют два мира: мир вещей и мир идей(…) В силу стремления, вложенного в нас создателем, мы вечно ищем сближать в себе мир вещей с миром духовным, очищая, просветляя и возвышая свою бренную телесную жизнь божественным прикосновением к ней мира идеального, и в этом заключается вся красота и весь смысл нашего существования».

## Литературное влияние
Литературное влияние Анненского на возникшие вслед за символизмом течения русской поэзии (акмеизм, футуризм) очень велико. Стихотворение Анненского «Колокольчики» по праву может быть названо первым по времени написания русским футуристическим стихотворением. Его стихотворение «Среди миров» легло в основу романсов, написанных А. Вертинским и А. Сухановым. Влияние Анненского сильно сказывается на Пастернаке и его школе, Анне Ахматовой, Георгии Иванове и многих других. В своих литературно-критических статьях, частично собранных в двух «Книгах отражений», Анненский даёт блестящие образцы русской импрессионистической критики, стремясь к истолкованию художественного произведения путём сознательного продолжения в себе творчества автора. Уже в своих критико-педагогических статьях 1880-х годов Анненский задолго до формалистов призывал к постановке в школе систематического изучения формы художественных произведений.

## Деятельность в качестве директора гимназии
Должность директора гимназии всегда тяготила И. Ф. Анненского. В письме А. В. Бородиной в августе 1900 года он писал:

Вы спросите меня: «Зачем Вы не уйдёте?» О, сколько я думал об этом… Сколько об этом мечтал… Может быть, это было бы и не так трудно…Но знаете, как Вы думаете серьёзно? Имеет ли нравственное право убеждённый защитник классицизма бросить его знамя в такой момент, когда оно со всех сторон окружено злыми неприятелями?…
— Иннокентий Анненский. Избранное / Сост. И. Подольская. — М.: Правда, 1987. — С. 469. — 592 с.
Профессор Б. Е. Райков, бывший ученик 8-й Санкт-Петербургской гимназии, писал в своих воспоминаниях об Иннокентии Анненском:
…о его поэтических опытах в ту пору решительно ничего не было известно. Его знали лишь как автора статей и заметок на филологические темы, а свои стихи он хранил про себя и ничего не печатал, хотя ему было в ту пору уже лет под сорок. Мы, гимназисты, видели в нём только высокую худую фигуру в вицмундире, которая иногда грозила нам длинным белым пальцем, а в общем, очень далеко держалась от нас и наших дел.

Анненский был рьяный защитник древних языков и высоко держал знамя классицизма в своей гимназии. При нём наш рекреационный зал был весь расписан древнегреческими фресками, и гимназисты разыгрывали на праздниках пьесы Софокла и Еврипида на греческом языке, притом в античных костюмах, строго выдержанных в стиле эпохи.

## Адреса в Санкт-Петербурге
- 1893—1896 — 9-я линия Васильевского острова, 8;[15]
- 1896—1905 — Царское Село, Набережная улица, 12.
- 1906—1908 — Царское Село, Московское шоссе, 7, дача А. Эбермана
- 1908—1909 — Царское Село, ул. Захаржевская, 7, дом М. С. Панпушко

## Память
- На доме по адресу: Пушкин, Набережная улица, 12 в 2009 году была установлена мемориальная доска (скульптор В. В. Зайко) с текстом: «В этом доме с 1896 по 1905 год жил и работал в Императорской Царскосельской гимназии поэт Иннокентий Федорович Анненский».